# Diocèse de Tarma
Le diocèse de Tarma (en latin : Dioecesis Tarmensis ; en espagnol : Diócesis de Tarma) est un diocèse de l'Église catholique du Pérou suffragant de l'archidiocèse de Huancayo. 

## Territoire
Le diocèse comprend la province de Junín et la province de Tarma du département de Junín ainsi que la province de Pasco et la province de Daniel Alcides Carrión du département de Pasco. Les autres provinces des départements de Junín et de Pasco sont gérées par l'archidiocèse de Huancayo et le vicariat apostolique de San Ramón.
Le siège épiscopal est dans la ville de Tarma où se trouve à la cathédrale Sainte-Anne. Son territoire s'étend sur 13 032 km2 divisé en 22 paroisses.

## Histoire
La prélature territoriale de Tarma est érigée le 15 mai 1958 par la bulle Ecclesiae navem de Pie XII, recevant son territoire du diocèse de Huancayo (aujourd'hui archidiocèse de Huancayo) et du diocèse de Huánuco. Elle est alors suffragante de l'archidiocèse de Limaavant de faire partie en 1966 de la province ecclésiastique de Huancayo.
Le 21 décembre 1985, la prélature est élevée au rang de diocèse par la constitution apostolique Cum satis de Jean-Paul II.

## Évêques
- Anton Kühner, M.C.C.I (15 mai 1958-24 juillet 1980) nommé évêque de Huánuco
- Lorenz Unfried, M.C.C.I (19 septembre 1980-29 novembre 1988)
- Luis Abilio Sebastiani Aguirre S.M, (21 novembre 1992-13 juin 2001) nommé archevêque d'Ayacucho
- Richard Daniel Alarcón Urrutia (13 juin 2001-28 octobre 2014) nommé archevêque de Cuzco
- Luis Alberto Barrera Pacheco, M.C.C.I (25 octobre 2016-18 juin 2022) nommé évêque de Callao
- Timoteo Solórzano Rojas, M.S.C, depuis le 18 juin 2022